# Navelli
Navelli è un comune italiano di 570 abitanti della provincia dell'Aquila, in Abruzzo. Situato all'estremità delle propaggini sud-orientali del massiccio del Gran Sasso d'Italia, su di un colle, in posizione dominante sull'omonimo altopiano, fa parte del circuito dei borghi più belli d'Italia. Di origine medievale, è storicamente un centro agricolo e pastorale, ed è conosciuto per la produzione dello zafferano dell'Aquila DOP.

## Geografia fisica

### Territorio

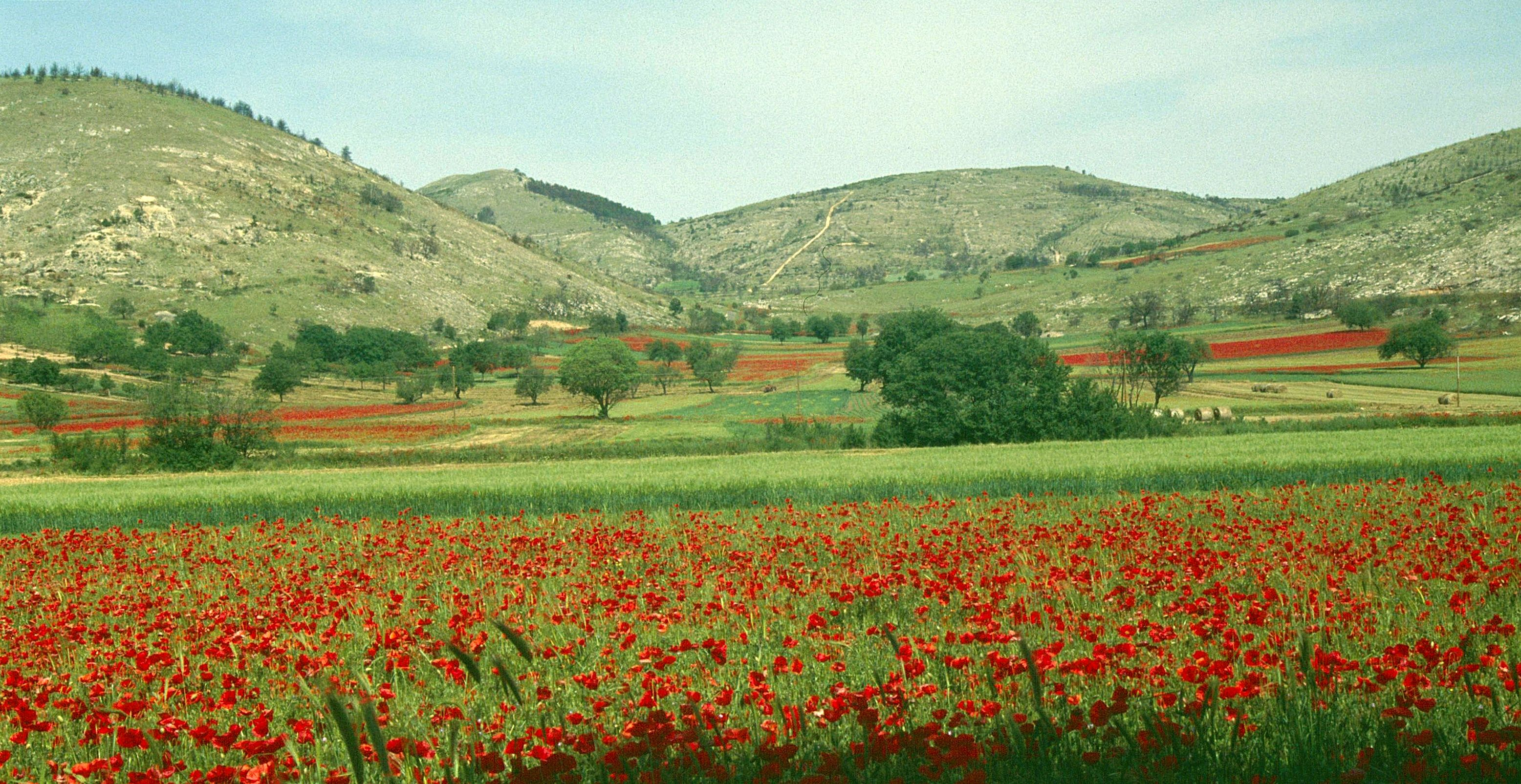
L'altopiano di Navelli

Navelli è situato nella parte orientale della provincia dell'Aquila, in posizione baricentrica tra la conca aquilana a nord-ovest, la valle dell'Aterno a sud-ovest, la conca peligna a sud-est e la valle del Tirino a nord-est.
L'abitato si colloca sul versante meridionale di un colle, a circa 760 metri s.l.m., stretto tra le propaggini sud-orientali del Gran Sasso d'Italia e la dorsale centrale dell'appennino abruzzese (Velino-Sirente); è in posizione dominante sull'altopiano di Navelli che si sviluppa lungo la direttrice NO-SE, con una larghezza di circa 3 km ed una lunghezza di 25 km. L'unica frazione di Navelli è Civitaretenga, posta 3 km a nord del paese.

### Clima
Navelli è caratterizzato da un clima temperato fresco con inverni secchi ed estati calde; le precipitazioni, mediamente scarse, nella stagione invernale, possono essere di carattere nevoso.
A causa del salto di quota con le valli orientali, l'altopiano di Navelli costituisce un limite climatico tra la zona sub-collinare e quella interna montana. Gli squilibri barometrici possono dar luogo a venti catabatici di forza considerevole. La temperatura media annuale è di circa 11 °C.
| Capitignano        | Mesi | Mesi | Mesi | Mesi | Mesi | Mesi | Mesi | Mesi | Mesi | Mesi | Mesi | Mesi | Stagioni | Stagioni | Stagioni | Stagioni | Anno |
| Capitignano        | Gen  | Feb  | Mar  | Apr  | Mag  | Giu  | Lug  | Ago  | Set  | Ott  | Nov  | Dic  | Inv      | Pri      | Est      | Aut      | Anno |
| ------------------ | ---- | ---- | ---- | ---- | ---- | ---- | ---- | ---- | ---- | ---- | ---- | ---- | -------- | -------- | -------- | -------- | ---- |
| T. max. media (°C) | 6    | 8    | 12   | 15   | 20   | 24   | 27   | 27   | 24   | 19   | 13   | 8    | 7,3      | 15,7     | 26       | 18,7     | 16,9 |
| T. min. media (°C) | −1   | −1   | 1    | 3    | 7    | 11   | 14   | 14   | 10   | 6    | 2    | 0    | −0,7     | 3,7      | 13       | 6        | 5,5  |

## Origini del nome
Secondo una leggenda popolare, riportata anche dallo storico aquilano Anton Ludovico Antinori, il toponimo originario, «Novellum» o «Novelli», deriverebbe dalle nove ville che ne costituivano il territorio; la trasformazione del nome in «Navelli Navellorum», con la mutazione della vocale, e l'adozione della nave nello stemma sarebbero avvenute poi nel medioevo, in omaggio alla partecipazione degli abitanti alle crociate in Terra santa.
Altre fonti ritengono, invece, che il nome del paese derivi dal termine d'origine longobarda «nava» («conca» o «affossamento»), in riferimento alla conformazione dell'altopiano di Navelli.

## Storia

### Età antica

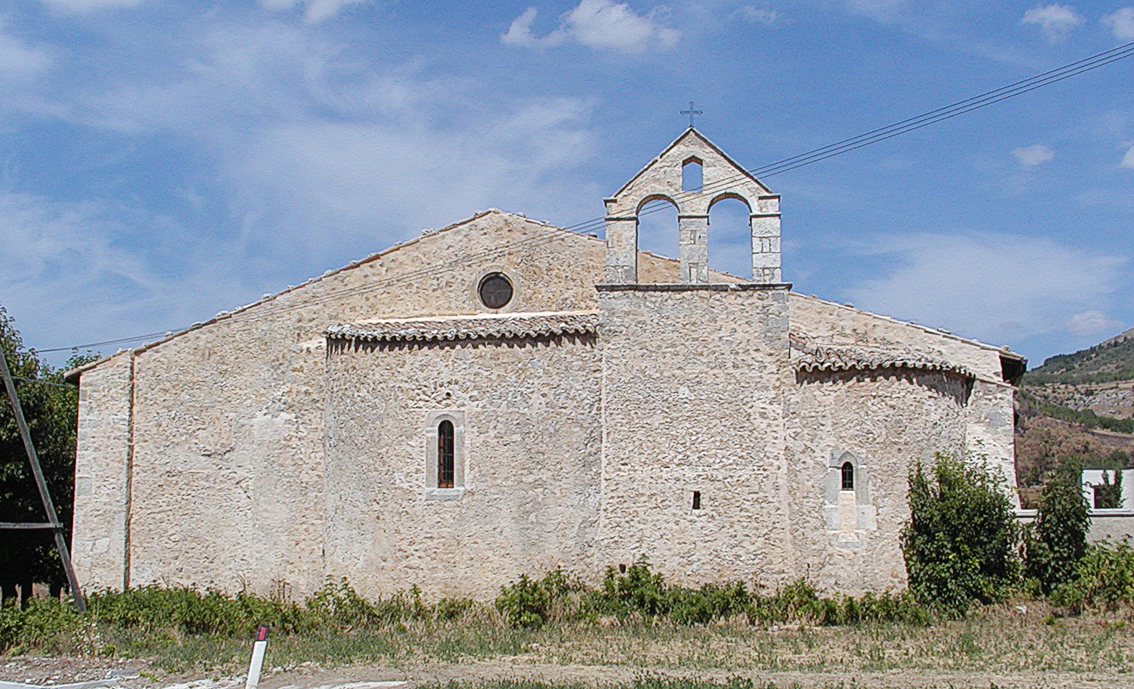
La chiesa di Santa Maria in Cerulis, sul luogo dell'antica Incerulæ

Le prime testimonianze nel territorio si fanno risalire ai Vestini che si stanziarono nell'altopiano sin dal VI secolo a.C. A questo periodo si fa risalire la nascita di Incerulæ, sul luogo dell'attuale chiesa di Santa Maria in Cerulis, e Benateru, sul luogo della scomparsa chiesa di Santa Maria de Benateru, nei pressi di San Benedetto in Perillis; i due vici erano posti rispettivamente ai margini nord e sud della vallata, sulla via Claudia Nova che congiungeva Peltuinum con Aufinum.
A testimonianza della presenza di Incerulæ rimane oggi una vasta necropoli e un'iscrizione in dialetto vestino — conservata nel Museo archeologico nazionale di Napoli e databile al III secolo a.C. — che cita un tempio italico dedicato a Hercules Iovius proprio in corrispondenza dell'odierna Santa Maria in Cerulis.

### Medioevo

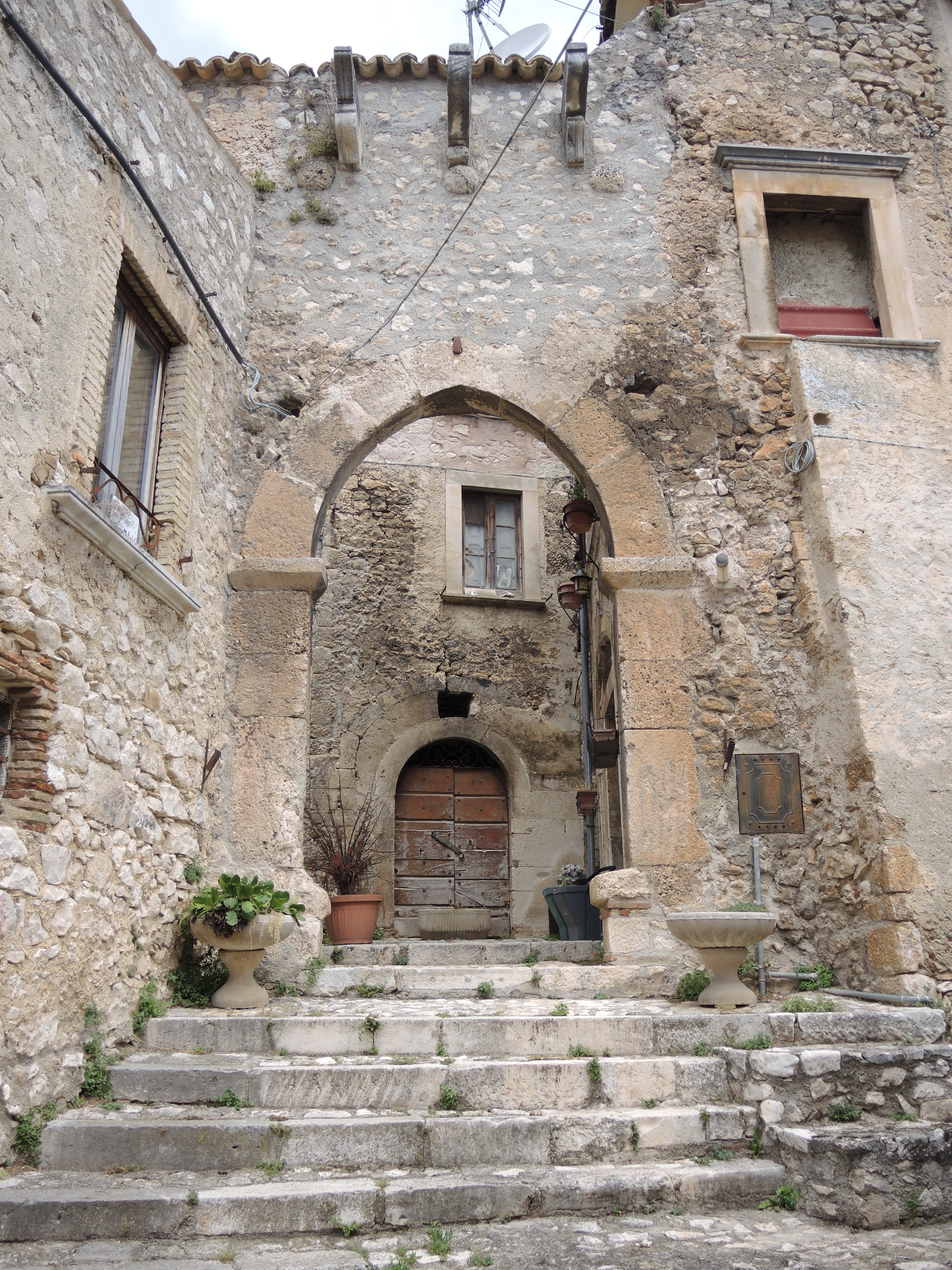
Porta San Pelino

A partire dal VI secolo, il territorio cadde nelle mani dei longobardi che lo ricompresero nel Ducato di Spoleto. La prima menzione dell'abitato, denominato «Cerule» in assonanza alla precedente città, si evidenzia nel Chronicon Vulturnense ed è databile al 787.
Navelli sorse in epoca altomedievale (VIII-X secolo) dall'unione di più villaggi, nove secondo la tradizione e ciascuno dei quali associato ad una chiesa: Villa del Piano (chiesa di San Savino), Piaggia grande (chiesa di San Pelino, oggi di San Sebastiano), Piaggia piccola (chiesa di San Girolamo), Cerule (chiesa di Santa Maria in Cerulis), Sant'Angelo (chiesa di Sant'Angelo), Turri (chiesa di Sant'Eugenio), Villa dei Pagani (chiesa di San Giovanni), Villa del Colle (chiesa di San Salvatore), Villa di Santa Lucia (chiesa di Santa Lucia). A tale evento si fa risalire l'antico nome del paese, Novellum, che secondo la leggenda fu trasformato poi nell'attuale in omaggio alle crociate.
La prima fonte che testimonia l'esistenza del nuovo castello è una bolla della diocesi valvense del 1092, in cui Ugo del fu Giliberto cita Navelli tra le pertinenze del monastero di San Benedetto in Perillis. Si trattava con ogni probabilità di un borgo fortificato, edificato intorno ad una torre che nei secoli seguenti fu trasformata nel campanile della chiesa di San Sebastiano. Il primo nucleo edilizio è considerato quello della «Piaggia grande», di origine medievale, ampliatosi poi in epoca rinascimentale verso la «Piaggia piccola».
La vocazione pastorale del paese, storicamente luogo di transumanza, è ben testimoniata dalla posizione strategica lungo il Regio tratturo, in corrispondenza della diramazione di Centurelle.

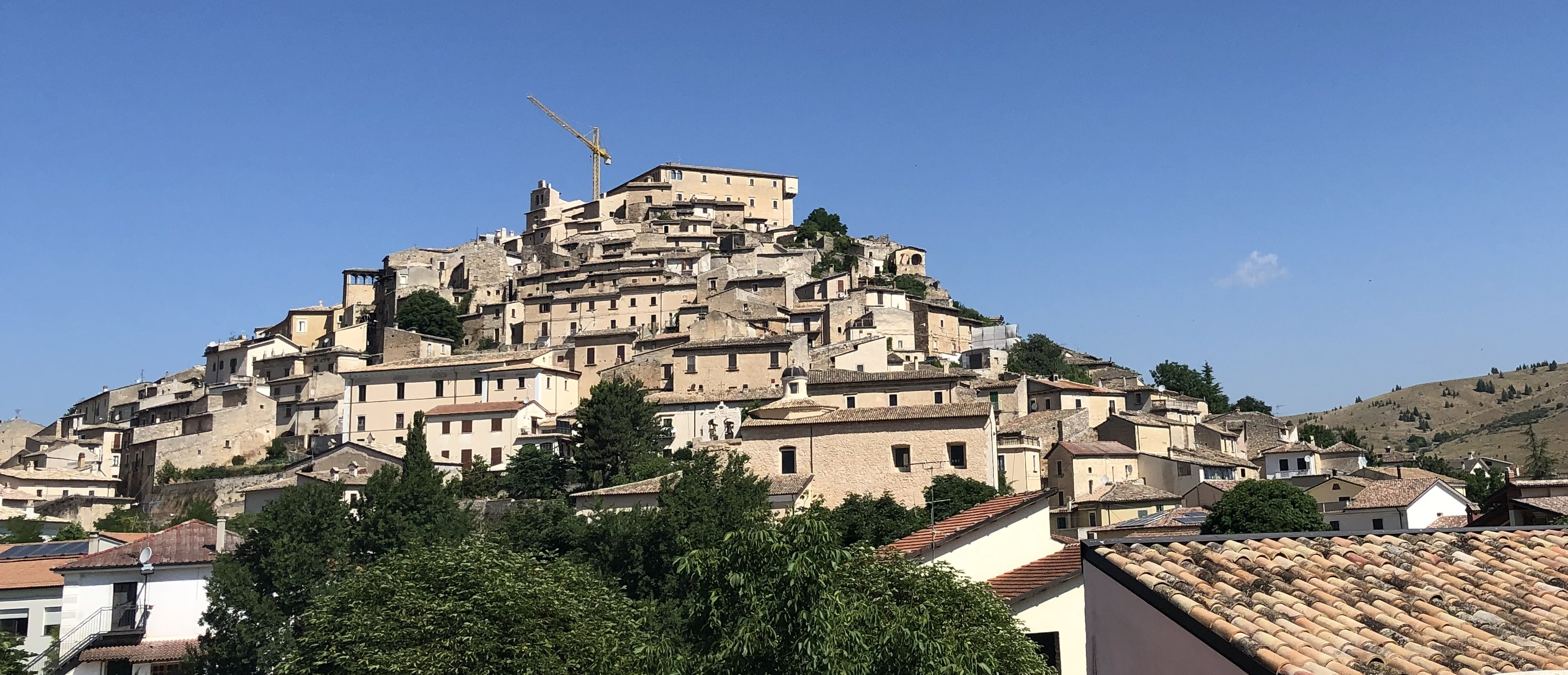
Il centro storico di Navelli

Nel 1269, dietro il pagamento di 11 once, partecipò alla fondazione dell'Aquila venendo ricompreso nel quarto di Santa Maria e ricevendo un locale che rimase, tuttavia, inizialmente inedificato. In questo periodo, la famiglia Santucci, cominciò nella piana la produzione dello zafferano che divenne in poco tempo una delle principali economie della provincia dell'Aquila. Per tutto il XIV secolo, Navelli guadagnò prestigio ed importanza, beneficiando della sua posizione lungo la Via degli Abruzzi che garantiva i commerci tra Firenze e Napoli.
Al 1409 il castello venne censito con 99 fuochi, pari a circa 500 abitanti, e nel 1423 fu trascinato nella guerra dell'Aquila subendo l'assedio delle truppe di Braccio da Montone che tentavano di conquistare la città abruzzese; Navelli fu costretta alla resa senza mai essere espugnata ed ottenendo così di inserire nello stemma il motto «Navellorum Merito Coronata Fidelitas» per concessione diretta della regina Giovanna II di Napoli. Al termine della guerra, nel 1424, fu ricompreso nell'arcidiocesi dell'Aquila su iniziativa di papa Martino V.
Il castello subì gravi danni dal terremoto del 1456, con epicentro nel Sannio, e quello del 1461, con epicentro all'Aquila. Navelli venne ricostruito nei decenni successivi e, nel 1498, fu realizzata la cinta muraria con cinque porte urbiche.

### Età moderna

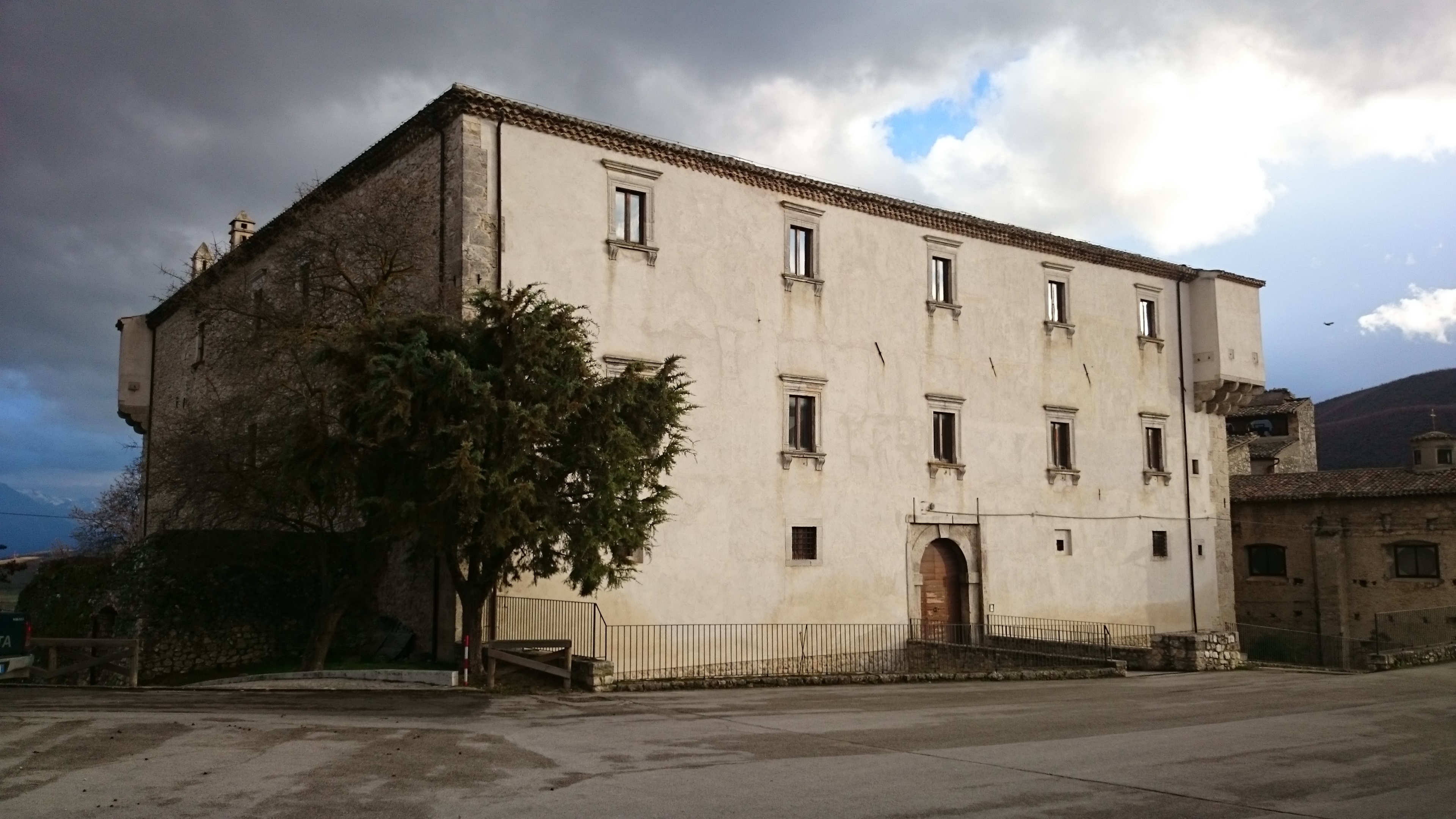
Il Palazzo Baronale, oggi noto come Palazzo Santucci

Nel VI secolo, con l'esplosione del commercio dello zafferano dell'Aquila che iniziò ad essere largamente usato nella cucina rinascimentale, il paese si ampliò verso la piana, arrivando a contare 183 fuochi. Nel 1529 gli spagnoli smembrarono il Comitatus aquilano, iniziando così la feudalizzazione del territorio. Navelli fu concessa ai Caracciolo di Napoli che edificarono il Palazzo Baronale sulle rovine dell'antico castello, al centro dell'abitato. Il paese passò poi in seguito ai Gregori di Collepietro e ai Conti dei Marsi.
Nel 1656 Navelli subì una gravissima epidemia di peste che uccise 800 persone su un totale di circa mille abitanti, come testimoniato da un'epigrafe — «a.d. MDCLVI Ottingenta iacent defuncta hic corpora peste» — apposta sulla facciata della chiesa del Suffragio, eretta proprio in seguito all'evento. Pochi anni più tardi, nel 1703, patì nuovi danni dal terremoto dell'Aquila.

### Età contemporanea
Con l'unità d'Italia, il comune fu ricompreso nella provincia dell'Aquila ed arrivò ad includere anche il vicino centro di Civitaretenga.
Nei primi anni della seconda guerra mondiale, tra il 1940 e 1943, Navelli fu uno dei comuni dell'Abruzzo ad essere designato dalle autorità fasciste come luogo di internamento civile per 9 profughi ebrei  Dopo l'8 settembre 1943, con l'arrivo delle truppe tedesche, gli internati ebrei si dettero alla fuga. Riuscirono tutti a sfuggire alla cattura e alle deportazioni.
Nel dopoguerra, con l'abbandono della pastorizia e della transumanza, in mancanza di una parallela industrializzazione dell'altopiano, si verificò un progressivo e costante spopolamento della vallata che ha portato, in breve tempo, alla decimazione dei residenti.

### Simboli
La descrizione araldica dello stemma è la seguente:

## Monumenti e luoghi d'interesse

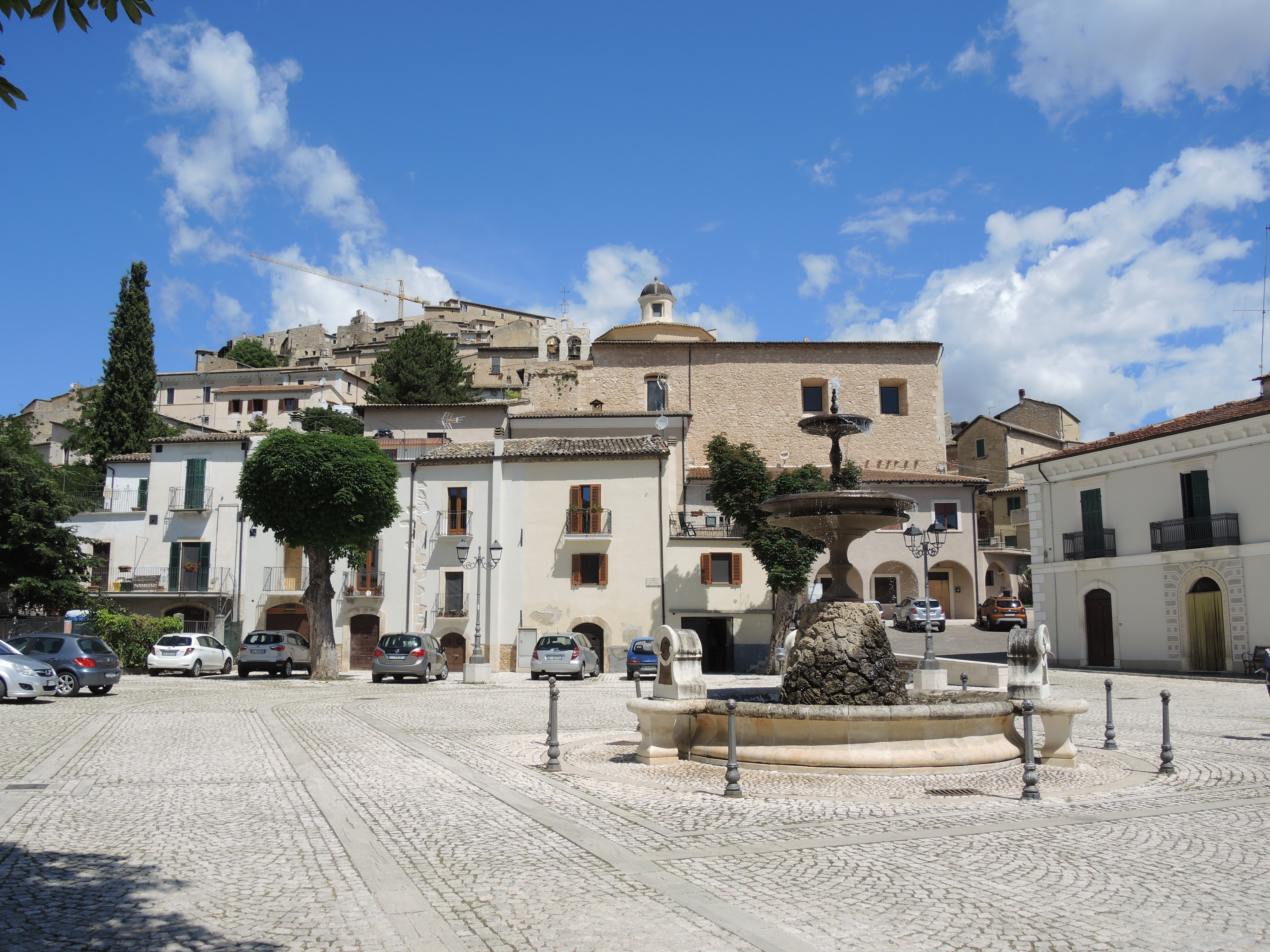
Chiesa della Madonna del Rosario da Piazza San Pelino

Il paese di Navelli figura tra I borghi più belli d'Italia.
Il centro antico si aggrappa alla collina dove si erge in cima il palazzo baronale Santucci, ricavato dal castello; il paese si estende verso la piana a ventaglio, le strade si snodano da via Risorgimento, tra la chiesa di San Sebastiano e il palazzo, a via Roma, via sotto Chiesa, via Porta del Forno, via San Pasquale, via Piagge Piccole, piazza Mura Rotte, via Porta Villotta., fino alla piazza municipale, in basso. La porzione est del borgo, attorno l'ex chiesa di San Giuseppe, è in rovina per abbandono, e dopo il terremoto del 2009 si sono fatti progetti per il recupero del borgo, in parte andati in porto con il restauro delle chiese e di antiche case. Le case si caratterizzano per la muratura in pietra locale, attaccate le une alle altre, sfruttando l'orografia e le antiche mura medievali che sono state inglobate insieme alle porte, di cui rimangono i toponimi; caratteristici i supportici e gli angiporti.

### Architetture religiose

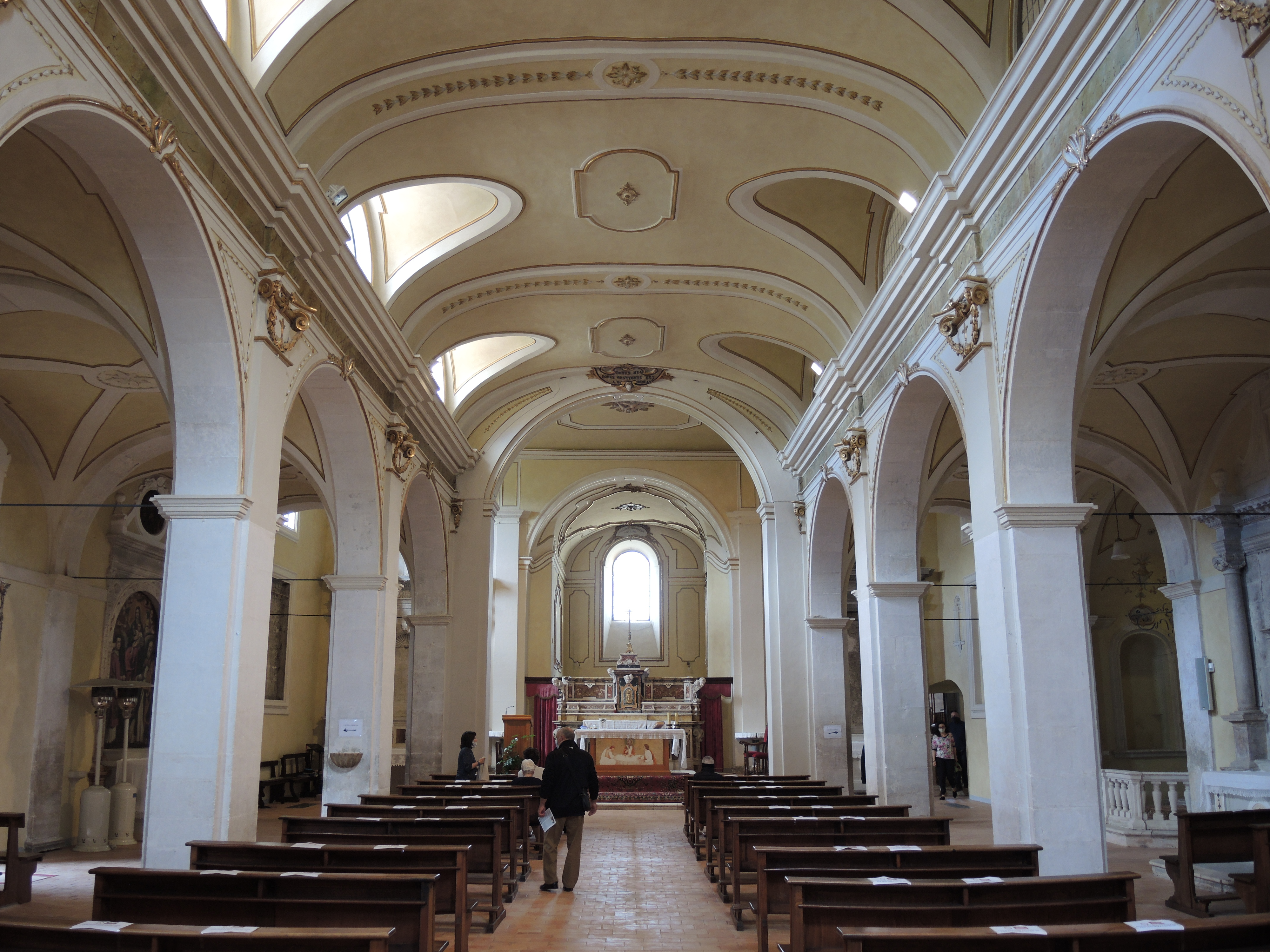
Chiesa di San Sebastiano

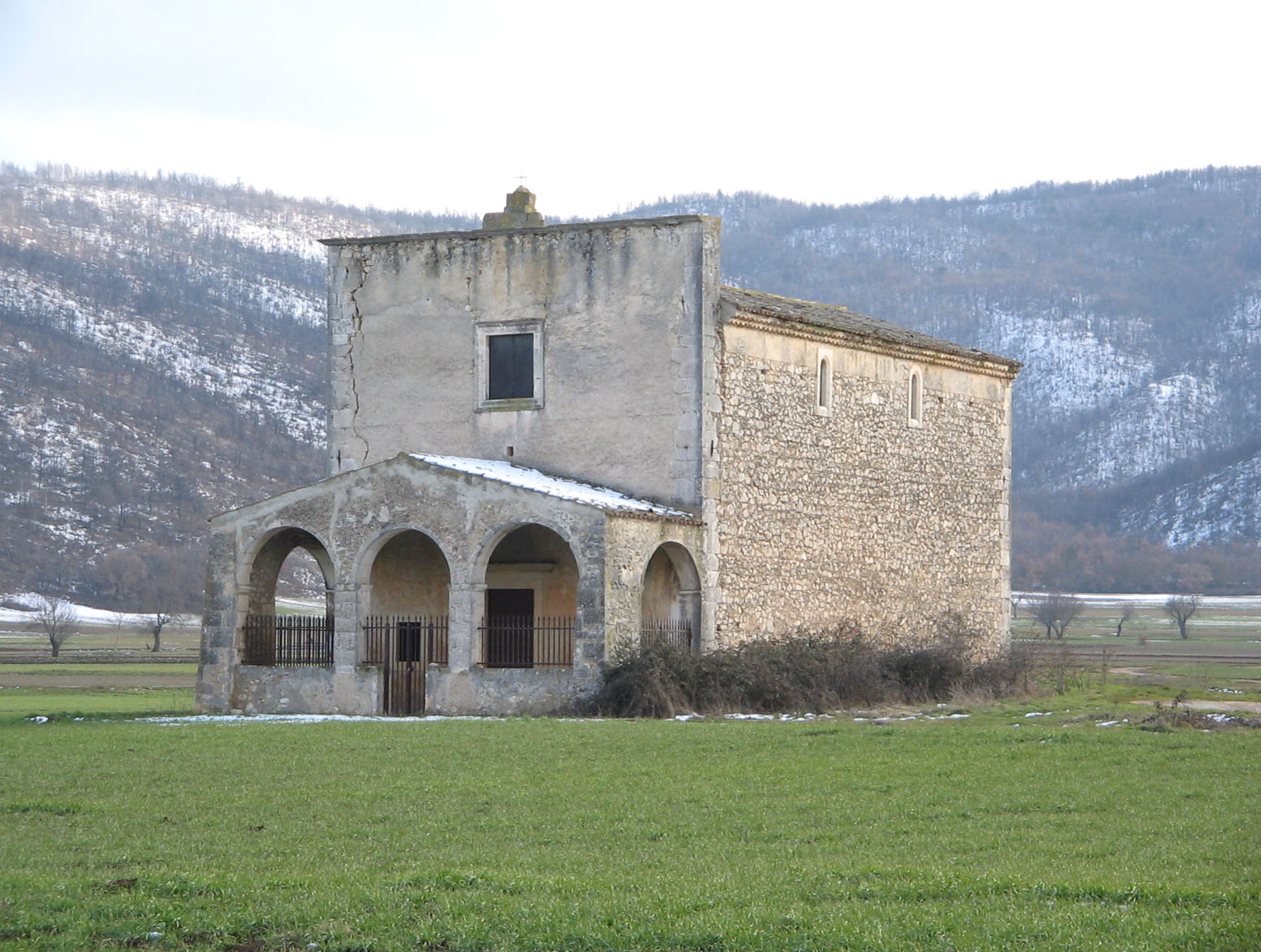
Chiesa di Santa Maria in Campo

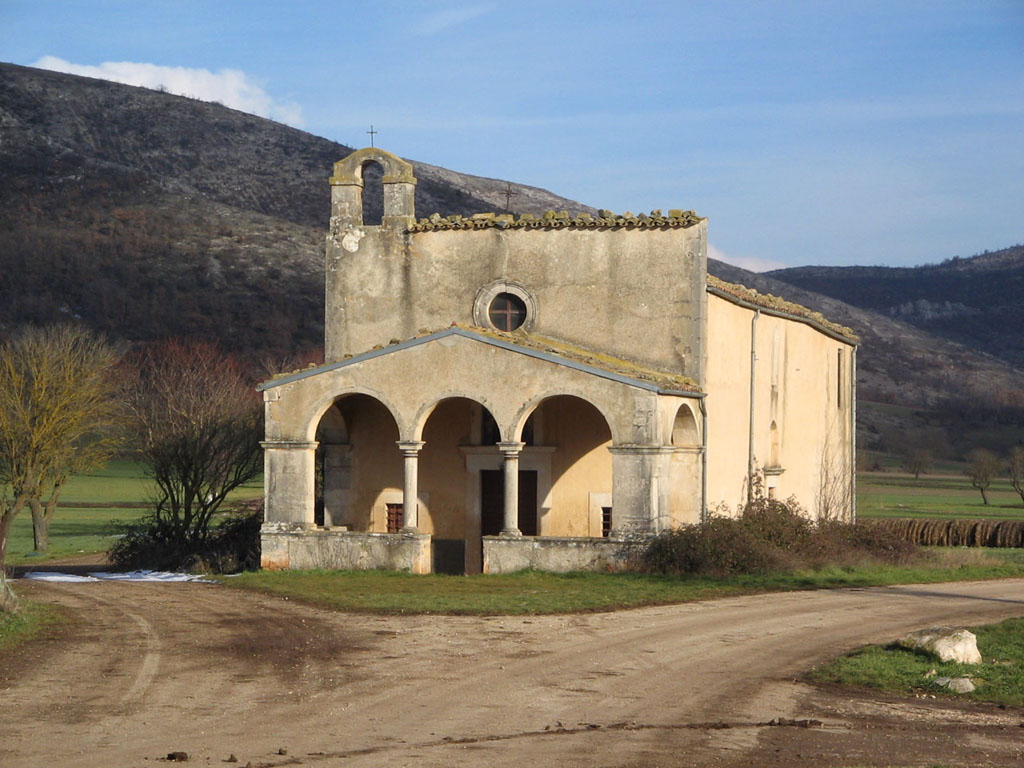
La chiesa di Santa Maria delle Grazie

- Chiesa Parrocchiale di San Sebastiano, realizzata nel 1631 in stile tardo-barocco con sfumature neoclassiche[20]. Era l'antica cappella del palazzo baronale o castello, trasformato ampiamente nel XVII secolo nell'attuale palazzo Santucci. La chiesa è frutto di un rifacimento del XVIII secolo, che ha alterato l'esterno, che non è caratterizzato da una facciata vera e propria, in quanto verso il paese, la chiesa mostra il fianco destro, con il portale di accesso, architravato con timpano tardo manierista, di origine romanica per l'archivolto a tutto sesto, ma con decorazioni vegetali e putti tipicamente manieristi, e mostra un campanile inglobato nel fianco, con un loggiato tardo rinascimentale di due grandi archi con le campane, e una piccola macchina a gabbia metallica per le campane fisse. L'interno della chiesa è a tre navate, neoclassico, con volta a botte lunettata, a spicchi di decorazioni in stucco dai motivi geometrici e floreali tardo barocchi; le colonne che dividono le navate hanno archi a tutto sesto. presso l'altare si trova un arco trionfale con una falsa cupola a calotta, decorata da fregi a motivi vegetali; presso la controfacciata vi è la cantoria, di cui non si ha l'organo. Interessante la cappella laterale dei Santucci, con il vecchio tabernacolo barocco in pietra lavorata finemente, a macchina templare, con tre nicchie per ospitare le tele. Danneggiata dal terremoto del 2009, la chiesa è stata riaperta nel 2017[21].
- Chiesa della Madonna del Rosario, in stile barocco, vicino a piazza Municipio, fu edificata dopo il terremoto del 1703[22]. Fu eretta sopra la chiesa di San Pelino di Valva nel XV secolo, ed era sede di una piccola comunità di domenicani. Nel 1652 papa Innocenzo X soppresse l'ordine. Il Reverendo don Francesco Antonio Francesconi, di antica e nobile famiglia[23], vicario della diocesi dell'Aquila e arciprete di Navelli, dopo il 1703 rifece fare daccapo la chiesa, facendo installare la Congrega del Santissimo Rosario; lavori partiti nel 1726, terminati alla fine del secolo. La chiesa mostra un esterno abbastanza semplice, terminato nell'800 con facciata piana, finestra centrale murata e portale architravato in pietra, con chiave di concio. L'interno a navata unica si caratterizza per un monumentale organo ligneo presso la cantoria della controfacciata, il complesso è in legno intagliato e dipinto, insieme ai portali di accesso, a fondo verdastro con fregi e tralci dorati; la macchina dell'organo è finemente decorata, e in cime alle canne si erge la statua della Beata Vergine del Rosario. Danneggiata dal terremoto dell'Aquila del 2009, è stata riaperta esattamente 10 anni dopo in occasione della festa della Madonna di Pompei.
- Chiesa di Santa Maria in Cerulis, sita nell'area del cimitero fuori Navelli, risale all'XI secolo e sorge sulle rovine di un tempio italico dedicato ad Hercules Iovius;
- Chiesa cimiteriale del Suffragio, in stile rinascimentale barocco; la chiesa ha navata unica in stile tardo barocco, con altari inquadrati da cornici decorate da fregi, tralci e figure angeliche. Presso l'altare si trova una piccola cupola a calotta, poggiante su pennacchi dove sono raffigurati i simboli del Tetramorfo, dipinti neoclassici; l'altare maggiore ha la tela della Madonna del Rosario, un'altra bella tela laterale è Sant'Emidio che protegge Navelli. Una tela posta nella volta a botte, in una cornice a stucco, è quello di Dio Padre con Cristo Risorto e il simbolo dello Spirito Santo.
- Oratorio di San Nicola, sita in campagna, ha una struttura a tetto con una sola navata;
- Oratorio della confraternita del Gonfalone, in stile barocco, è di forma circolare e si trova vicino al palazzo Baronale subito sopra la chiesa di San Sebastiano;
- Cappella di San Pasquale, cappella gentilizia risalente al Seicento barocco, nel centro storico; questa cappella è molto piccola, accessibile da portale tardo manierista in pietra concia, che ricalca lo stile romanico aquilano, l'interno raccolto è semplice, con stucchi e pennacchi, e il quadro del santo che compie un miracolo; l'altare è decorato da putti, fregi e il simbolo dello Spirito Santo.
- Cappella di San Gennaro e Rosario, cappella gentilizia dell'attiguo palazzo Piccioli;
- Chiesa della Madonna del Campo, a tetto in stile rinascimentale con una sola navata; si trova lungo la strada statale 17 per Collepietro. La chiesetta conserva l'aspetto rinascimentale rurale nell'esterno, con il bel portico ad archi di accesso, tuttavia l'interno è neoclassico. Attualmente è chiusa e necessita di lavori di recupero.
- Chiesa di San Girolamo, nella parte bassa del paese sta nella strada omonima, a volta in stile rinascimentale con una sola navata; danneggiata dal terremoto del 2009, è stata riaperta nel 2011. La chiesa sorse come un piccolo lazzaretto per gli ammalati e come ricovero di pellegrini che passavano lungo il Tratturo Magno. Oggi si trova cinta da piccole mura che contengono lo spazio a giardino. L'esterno è frutto di varie ristrutturazioni, e non ha una facciata vera e propria, ma il lato mostra un doppio ordine di archi porticati, con il portale di accesso tardo romanico. L'interno della chiesa è raccolto, ma di particolare interesse per un ciclo di affreschi tardo rinascimentale, della scuola di Saturnino Gatti e Francesco da Montereale, con le storie della vita di Cristo; in particolare è evidente il riquadro del compianto della Vergine sul Cristo Morto.
- Chiesa di Santa Maria delle Grazie, a volta in stile rinascimentale con una sola navata; da non confondere con la chiesetta della Madonna delle Grazie in territorio di Civitaretenga. La chiesa si trova nella periferia orientale, verso Collepietro, e per aspetto assomiglia alla chiesetta di Santa Maria in Campo, sulla statale 17. La chiesa sorse nel XV secolo come cappella di ristoro per i pellegrini in viaggio sul tratturo, ha impianto rettangolare, un bel portico ad archi sulla facciata piana quadrata allo stile aquilano, decorata da rosone, e con un piccolo campanile a vela. L'interno è neoclassico, a navata unica.
- Chiesa della Madonna di Loreto, a volta in stile rinascimentale con una sola navata.

### Chiese di Civitaretenga

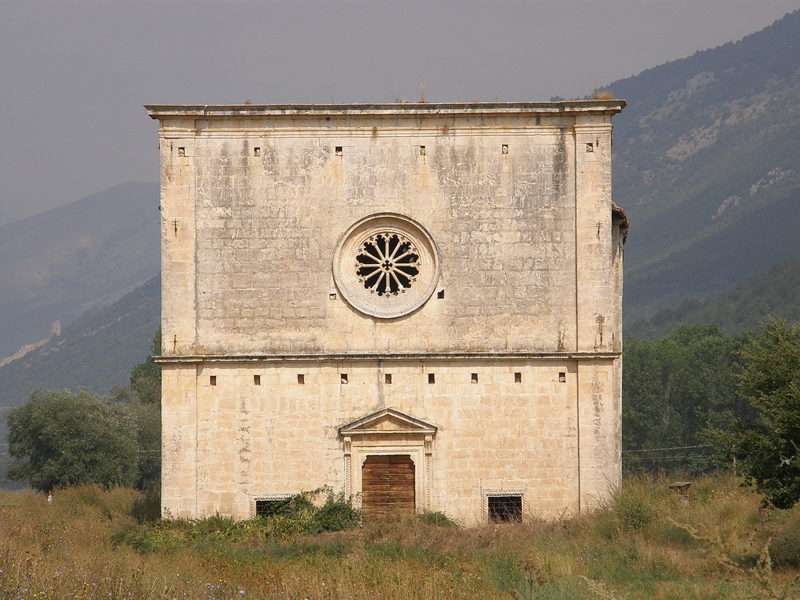
Chiesa di Santa Maria delle Grazie sulla strada, nel territorio di Civitaretenga

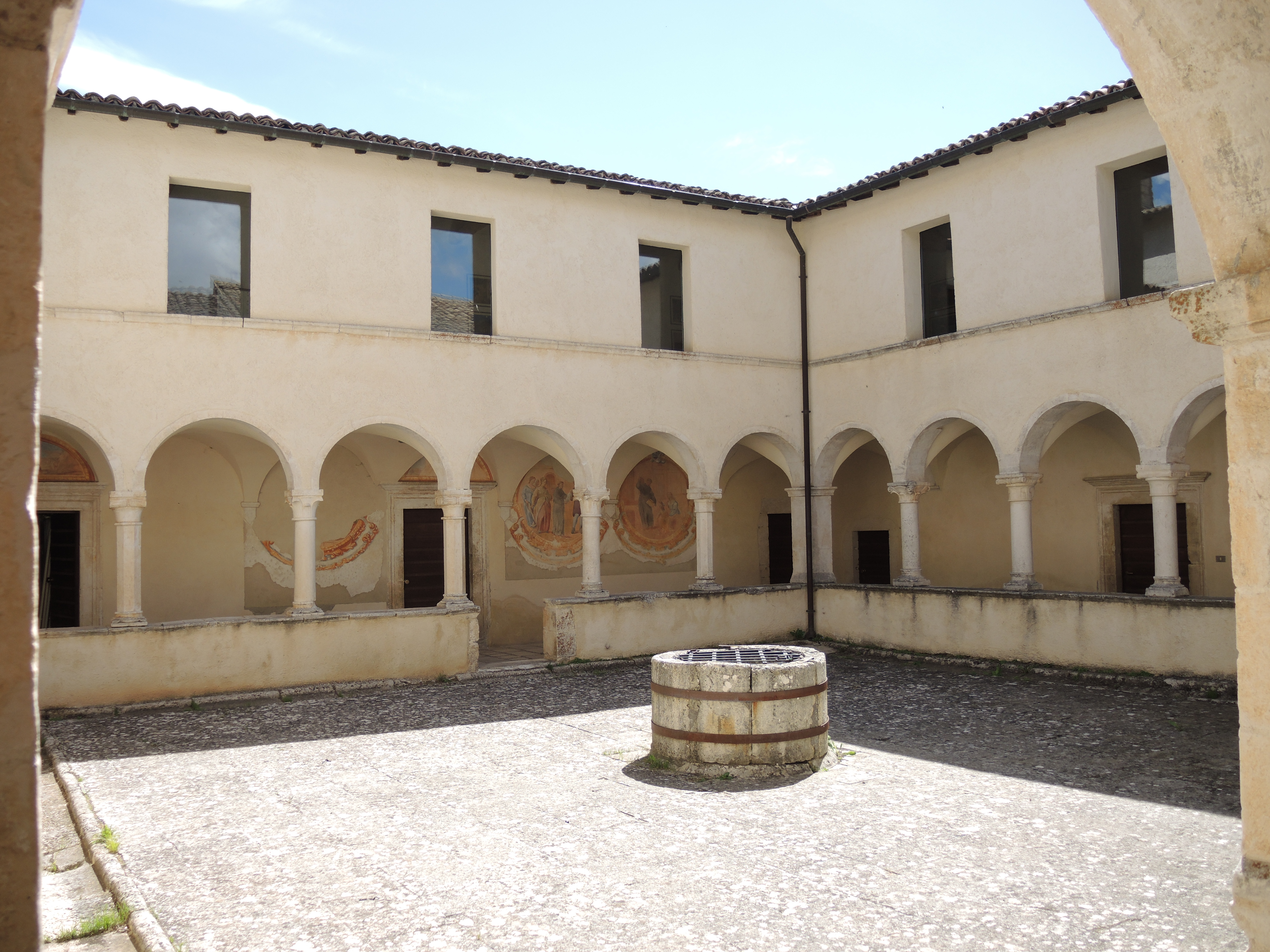
Convento di Sant'Antonio

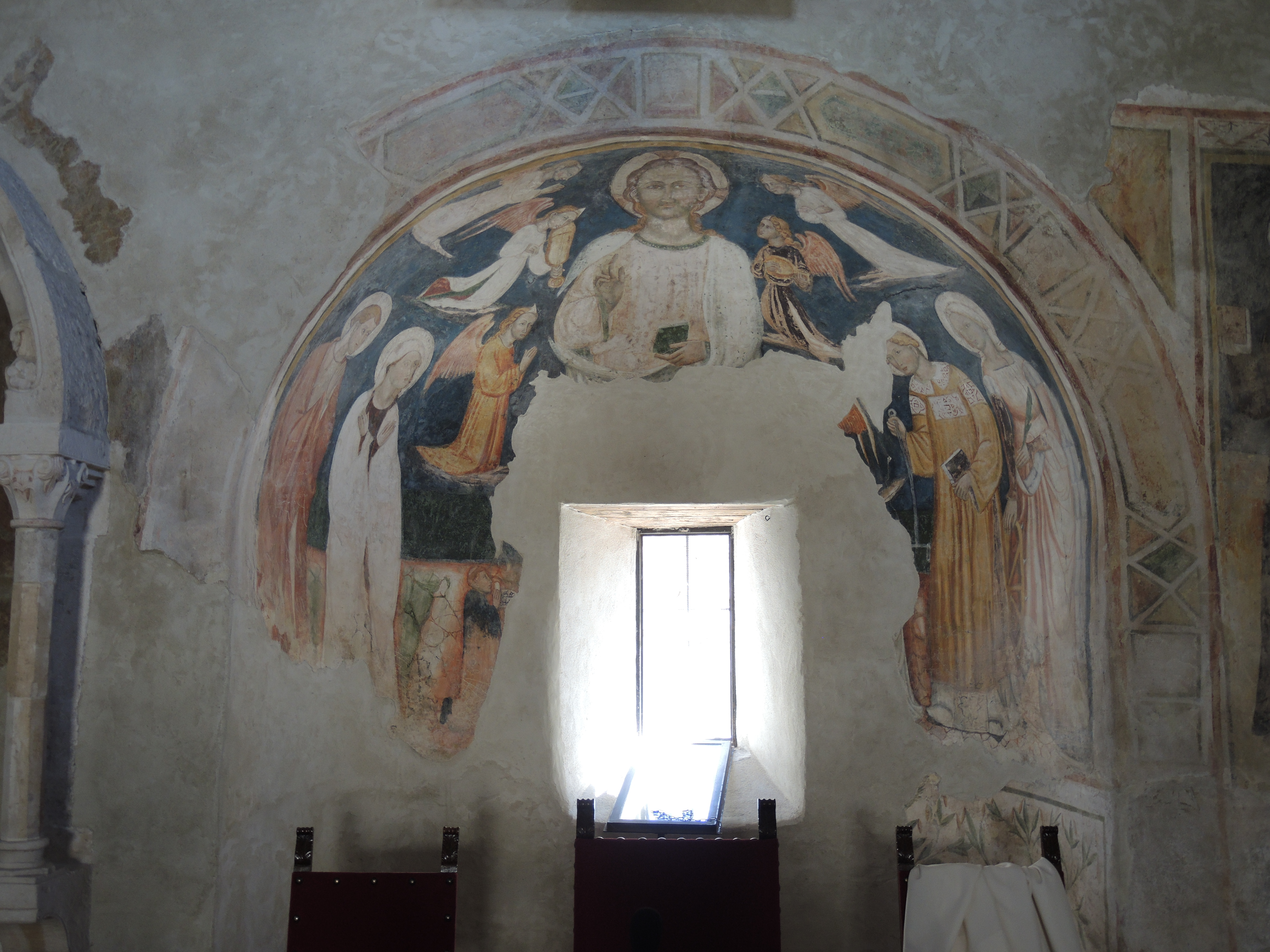
Affreschi della Chiesa di Sant'Egidio

- Cappella di San Rocco, a volta in stile rinascimentale con una sola navata. Si trova in piazza Garibaldi, in contrada Civitaretenga. Si tratta di una cappella molto semplice, in stile tardo rinascimentale, esternamente in pietra grezza, con degli archi; l'interno è voltato a botte, si trova sull'altare l'affresco di San Rocco e il cane, del XVI secolo.
- Cappellina dell'Addolorata: in via Umberto I, è un'edicola votiva con dipinto tardo ottocentesco del Compianto del Cristo Morto, la Madonna ha il cuore trafitto dalle sette spade.
- Chiesa di Sant'Egidio: in via Sant'Antonio, era l'antica chiesa parrocchiale di Civitaretenga, prima che fosse costruita l'attuale parrocchia di San Salvatore. La chiesetta è del XII secolo, benché rifatta nel XIX secolo con modifiche della facciata, l'impianto classico aquilano quadrangolare, denuncia l'antichità del sito. Ha affreschi trecenteschi e due altari dedicati a Gesù Santissimo Salvatore e alla Madonna Addolorata. Gli affreschi furono commissionati dalla famiglia Cortelli, del quarto San Pietro dell'Aquila.
- Chiesa di Sant'Antonio di Padova: in campagna, lungo la strada omonima presso il cimitero. Fu costruita nel XIV secolo come convento dei Minori Osservanti[24], ha facciata con portale a tutto sesto tardo romanico, risalente alla chiesa preesistente; ha navata unica, soffitto voltato a botte con affreschi rinascimentali della vita di Sant'Antonio. Ha 4 altari più l'altare maggiore, dedicati all'Annunziata, San Francesco, Madonna di Loreto, Madonna degli Angeli. Il convento dipendeva dall'ex monastero di San Francesco a Palazzo all'Aquila, attuale sede del Convitto.
- Chiesa madre di San Salvatore: in piazza Risorgimento, usata come cappella del barone del castello, era del XII secolo, ma l'attuale risale al 1704, dopo che il terremoto del 1703 distrusse la chiesa vecchia e il castello stesso, lasciando in piedi la torre e tracce di mura lungo la parte sud, rivolta dall'altura verso la piana navellese. La chiesa ha impianto a croce latina con navata unica, l'abside è appena accennata, il campanile è a torre, la facciata mostra di interessante solo il portale elaborato con lo stemma dell'arcivescovo dell'Aquila Monsignor Gualtieri, che ne volle la ricostruzione; per il resto ha un finestrone centrale e quattro paraste appena accennate. L'interno è in stile rococò con stucchi e dorature; presso il presbiterio si trova la cupola a calotta, ha sei altari dedicati alla Madonna, al Sacro Cuore, a Sant'Antonio; altri altari sono dedicati al Crocifisso, all'Addolorata e Sant'Emidio. Solo l'altare del Sacro Cuore aveva il giuspatronato della famiglia Parelli che lo fece erigere in epoca recente.
- Chiesa della Madonna dell'Arco: è in campagna verso la fonte vecchia, posta appena sotto il costone roccioso sopra cui sorge Civitaretenga, è annessa a un ex monastero, e ha la facciata rivolta verso il colle, l'abside invece verso la strada statale. Ha interno ornato da stucchi, gli altari sono incassati in macchine a tempio molto ben elaborate, l'altare maggiore ha un affresco della Madonna dell'Arco, secondo dicerie sarebbe stato devotamente dipinto da un pastore con il tipico zafferano che si coltiva in Navelli. Gli altri altari sono dedicati alla Natività di Cristo e all'Annunziata.
- Chiesa di Santa Maria delle Grazie: si trova verso San Pio delle Camere, appena superata Civitaretenga. Negli ultimi anni, quando è stato riscoperto il turismo nella pianura, la chiesa è divenuta una delle chiese simbolo dei tratturi abruzzesi, per la particolarità e la solennità dell'architettura, che sorge in aperta campagna. Risale al XII secolo, ha facciata tipicamente aquilana a coronamento orizzontale, quadrata, con un rosone ancora integro e portale rinascimentale. L'interno ha gli stemmi della famiglia Angeloni.

### Architetture civili

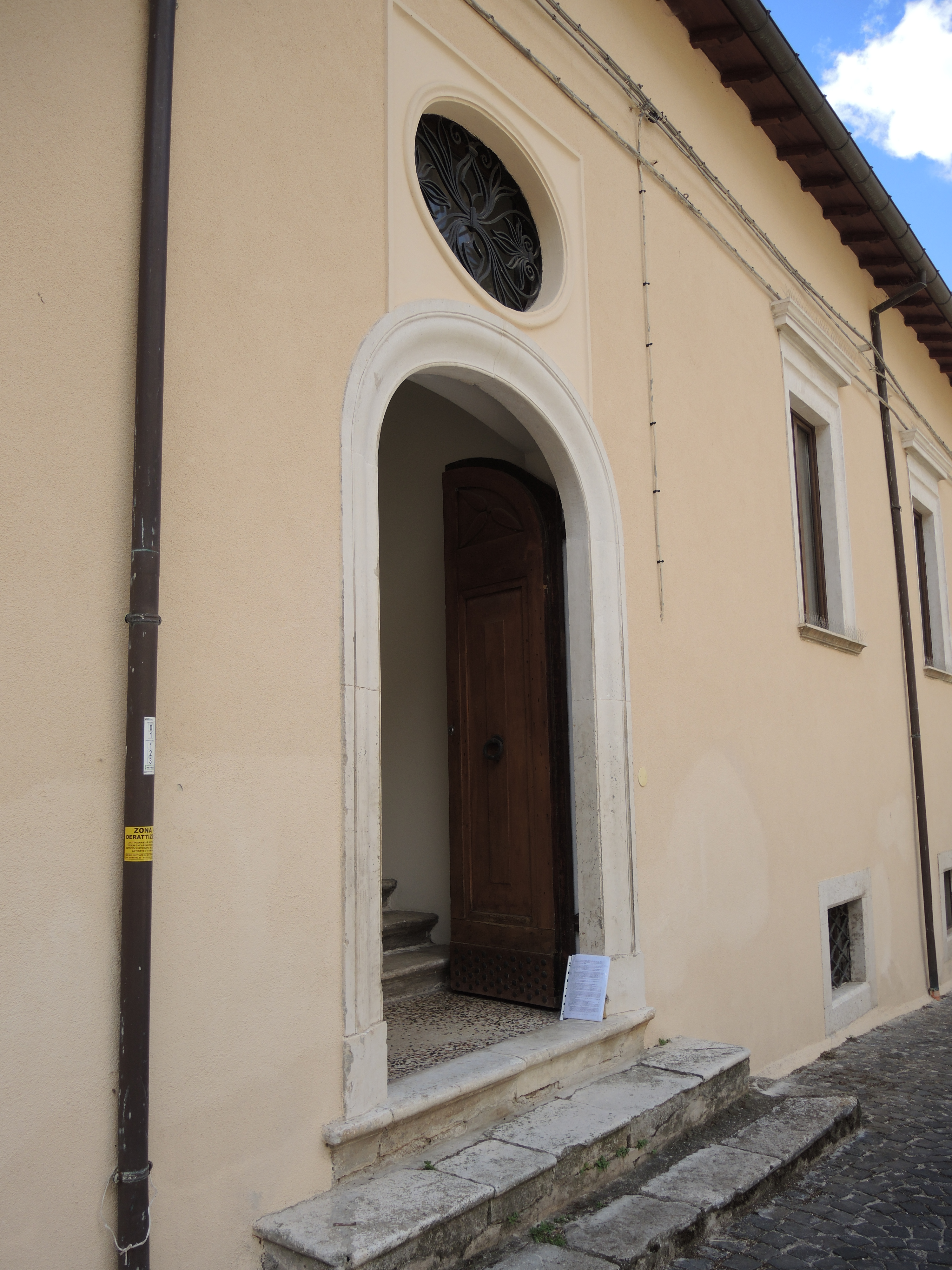
Palazzo De Roccis

- Palazzo Baronale Santucci, palazzo fortificato costruito nel 1632[25];
- Palazzo Francesconi, palazzo seicentesco con annessa la cappella gentilizia di San Pasquale;
- Palazzo Piccioli, palazzo seicentesco in stile neoclassico con annessa cappella gentilizia di San Gennaro e del Santissimo Rosario;
- Palazzo de Roccis, palazzo dell'Ottocento situato la Chiesa della Madonna del Rosario;
- Palazzo Onofri, risalente al 1498, è annesso ad una delle cinque porte di accesso al paese, Porta Villotta: si caratterizza per la torretta di controllo con le logge rinascimentali; abbandonato da anni, dopo il terremoto del 2009 è partito un progetto di recupero;

### Architetture militari

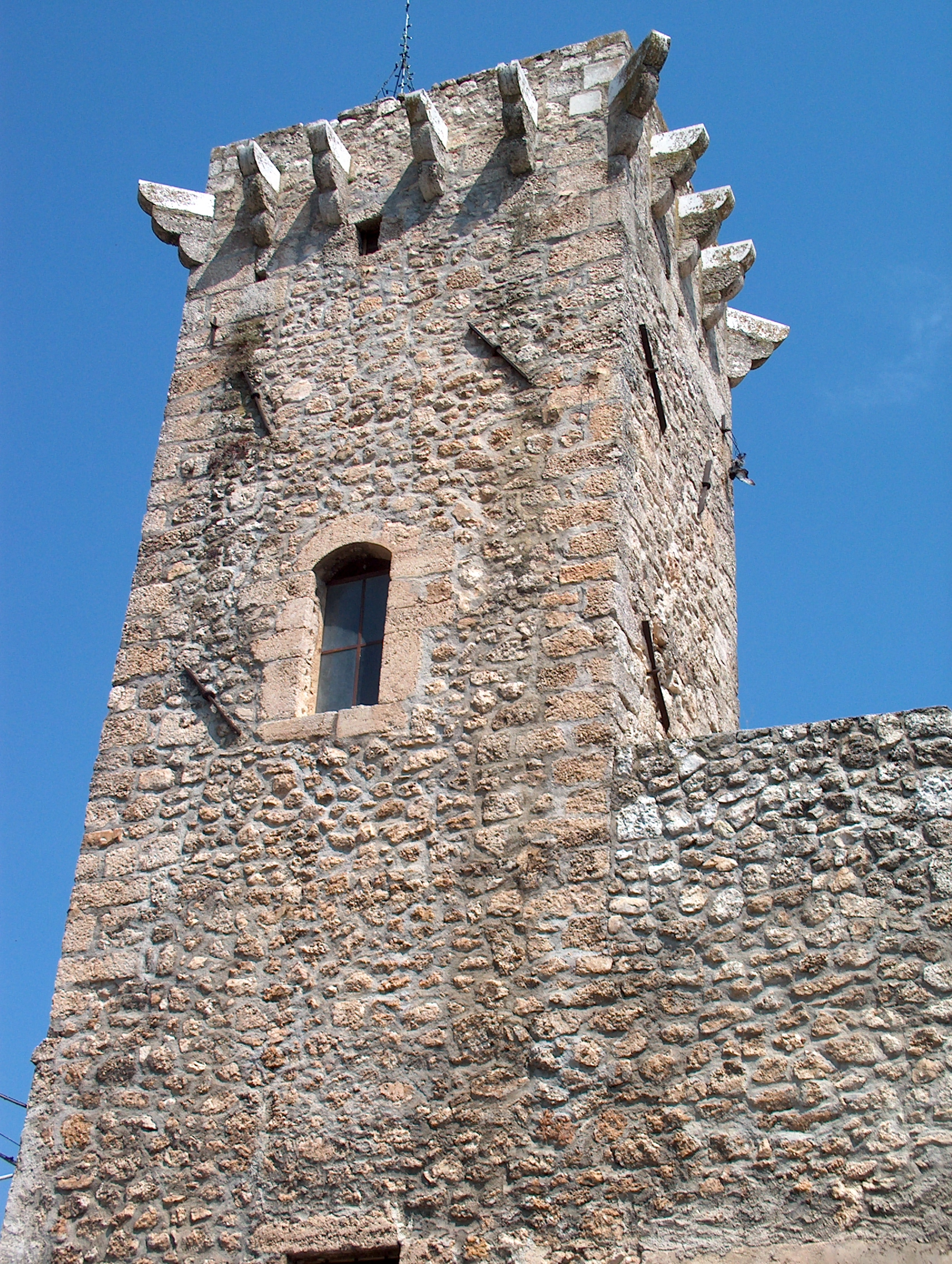
La torre di Civitaretenga, frazione di Navelli, prima del 2009

- Porta San Pelino, detta anche Porta Nord, è la più caratteristica delle porte di Navelli, medievale, con arco gotico ogivale;
- Porta Villotta, detta anche Porta Est, attaccata al palazzo Onofri, è un arco gotico attaccato alle mura;
- Porta Macello, detta anche Porta Sud;
- Porta Santa Maria detta anche Porta Ovest;
- Torre civica di Civitaretenga con l'orologio, caduta col terremoto del 2009.

### Siti archeologici
- Necropoli di Navelli, II-I secolo a.C., presso l'area cimiteriale di Santa Maria in Cerulis

## Società

### Evoluzione demografica
Abitanti censiti

## Cultura

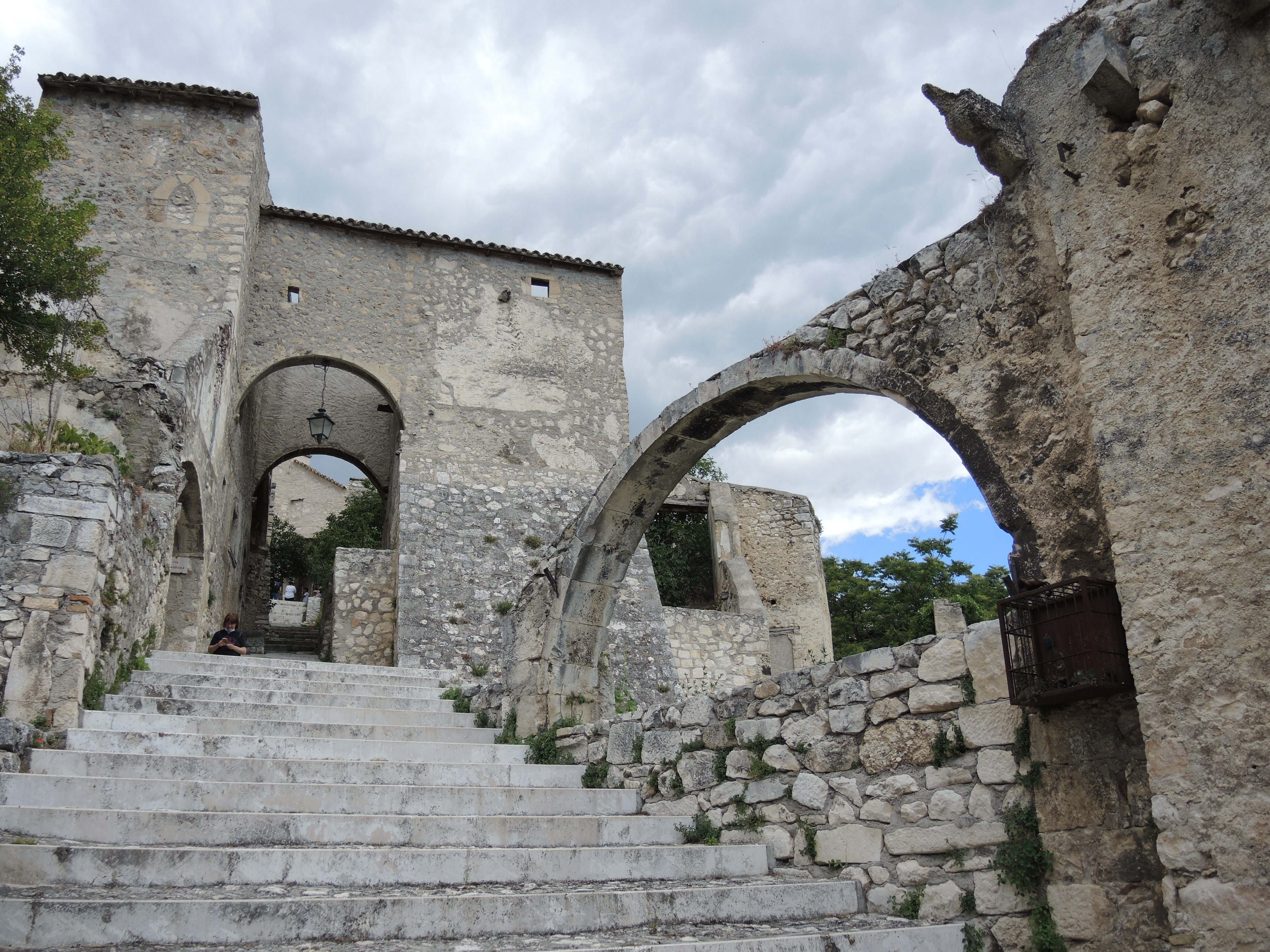
Centro storico

### Eventi

#### Palio degli Asini
Nato nel 1980 come manifestazione di contorno alla Sagra dei Ceci e dello Zafferano, il Palio degli Asini è una parodia del famoso Palio di Siena. Preceduto da una sfilata di carri che parte da Piazza Piccioli con personaggi in costume tradizionale e sbandieratori, la gara si svolge lungo via Pereto con fantini assegnati agli asini di ciascuna contrada all'ultimo momento tramite sorteggio. Costumi e scenografie sono sviluppati in collaborazione con il Teatro Stabile d'Abruzzo.

#### Vivi il Tratturo
Evento organizzato dalla Fondazione Silvio Salvatore Sarra la seconda domenica di settembre, in occasione dei festeggiamenti della Madonna dell'Arco.

## Economia

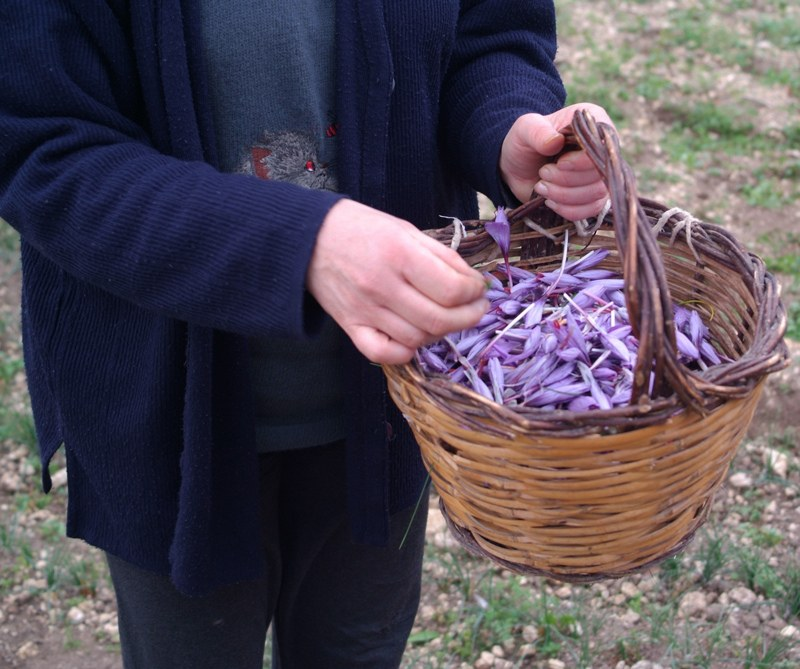
Fiore di zafferano

La produzione più caratteristica di Navelli è quella dello Zafferano dell'Aquila. Lo zafferano venne introdotto in Italia dalla Spagna da parte di un monaco domenicano appartenente alla famiglia Santucci di Navelli che, facente parte del tribunale dell'inquisizione istituito nel Sinodo di Toledo nel 1230, intuì la possibilità di coltivarlo nella Piana di Navelli.
Ben presto la coltura dello zafferano si estese a tutta la zona di L'Aquila, appena fondata, iniziando un fiorente commercio con Milano e Venezia in Italia, e Francoforte, Marsiglia, Vienna, Norimberga ed Augusta all'estero. Nel 1317 il Re Roberto d'Angiò abolì le tasse sullo zafferano al fine di favorirne il commercio. Per le zone interne il commercio dello zafferano ha rappresentato una delle fonti tradizionali di reddito, al pari della commercializzazione dei prodotti dell'allevamento ovino.
Risale al XX secolo la costituzione della prima cooperativa di coltivatori di zafferano su iniziativa di Silvio Sarra di Civitaretenga. Il 4 febbraio 2005 lo "Zafferano dell'Aquila" è stato iscritto nel Registro delle Denominazioni d'Origine Protetta ed il 13 maggio 2005 viene fondato il "Consorzio per la Tutela dello Zafferano dell'Aquila". I produttori che possono utilizzare il marchio "Zafferano DOP dell'Aquila" sono iscritti in appositi elenchi gestiti dall'organismo di controllo e l'area di produzione DOP comprende i comuni di Navelli, Barisciano, Caporciano, Fagnano Alto, Fontecchio, L'Aquila, Molina Aterno, Poggio Picenze, Prata d'Ansidonia, San Demetrio ne' Vestini, San Pio delle Camere, Tione degli Abruzzi e Villa Sant'Angelo.

## Infrastrutture e trasporti

### Strade
Navelli è posto lungo la strada statale 17 dell'Appennino Abruzzese ed Appulo-Sannitico che attraversa l'altopiano collegando L'Aquila con Sulmona, in corrispondenza dell'incrocio con la strada statale 153 della Valle del Tirino che percorre la valle Tritana sino a Bussi sul Tirino. Gli ingressi autostradali più vicini sono L'Aquila Est (autostrada A24 per Roma o Teramo), circa 30 km a nord-ovest, e Bussi-Popoli (autostrada A25 per Pescara), circa 20 km a sud-est.

### Ferrovie
Nel territorio comunale non sono presenti servizi ferroviari; la stazione di Popoli, posta sulla ferrovia Roma-Sulmona-Pescara, dista circa 15 km dal paese.

## Amministrazione
| Periodo        | Periodo        | Primo cittadino  | Partito                         | Carica  | Note          |
| -------------- | -------------- | ---------------- | ------------------------------- | ------- | ------------- |
| 26 luglio 1985 | 9 giugno 1990  | Giuseppe Torlone | DC                              | Sindaco |               |
| 9 giugno 1990  | 24 aprile 1995 | Lidia Colangeli  | PSI                             | Sindaco |               |
| 24 aprile 1995 | 14 giugno 1999 | Lidia Colangeli  | Lista civica di centro-sinistra | Sindaco | [ 30 ]        |
| 14 giugno 1999 | 30 marzo 2010  | Paolo Federico   | Lista civica Insieme            | Sindaco | [ 31 ] [ 32 ] |
| 30 marzo 2010  | 1º giugno 2015 | Paola di Iorio   | Lista civica Insieme            | Sindaco | [ 33 ]        |
| 1º giugno 2015 | in carica      | Paolo Federico   | Lista civica Insieme            | Sindaco | [ 1 ]         |